# Shri Chaitanya Mahaprabhu (película)
Shri Chaitanya Mahaprabhu es una película biográfica devocional hindi de 1954 producida y dirigida por Vijay Bhatt. La música de la película fue compuesta por RC Boral, con letra de Bharat Vyas. El director de fotografía fue VN Reddy. Bharat Bhushan ganó el Premio Filmfare al Mejor Actor por su interpretación de Chaitanya Mahaprabhu. Asha Parekh, que comenzó su carrera como artista infantil en 1952, y que se convirtió en una famosa actriz, tuvo un pequeño papel en esta película. Entre los protagonistas se encontraban Bharat Bhushan, Durga Khote, Ameeta, Asha Parekh, Ram Mohan, Madan Puri, Kanhaiyalal y BM Vyas.
La película trataba sobre el "santo poeta vaisnav medieval" del siglo XV y reformador social de Bengala, Chaitanya Mahaprabhu, a quien muchos consideraban un Avatar de Krishna. Él mismo era un devoto de Krishna que es venerado y adorado aún hoy en día.

## Trama
Nacido bajo un árbol de Neem y, por lo tanto, también llamado Nimai, Vishvambar (Bharat Bhushan) es el décimo hijo de Jagannath Mishra y su esposa Sachi Devi. Debido a su color claro, a menudo se le llama Gaurang (de color claro). El entorno social en el que se desarrolla la historia en el siglo XV se muestra sombrío, con sacerdotes hipócritas y gobernantes opresivos. Pierde a su padre a una edad temprana y la familia se enfrenta a dificultades financieras. Nimai completa su educación y es un experto en debatir con los sacerdotes locales. Comienza una escuela y se casa con Vishnupriya, hija de Sanatan Misra que es el sacerdote de la corte. En el aniversario de la muerte de su padre, va a Gaya a rezar por él. Allí, conoce a un santo llamado Ishvara Puri . Pronto desarrolla una completa devoción a Krishna y comienza a cantar y a alabar a su padre. Sus canciones de Radha y Krishna Bhakti (devoción) atraen a gente de todos los ámbitos de la vida. Toma la renuncia y se afeita la cabeza. Se instala en Puri, concentrándose en su Bhakti y desaparece mientras canta un bhajan. Dhananjay Bhattacharya cantó con una maravillosa y rica voz "Hari Hari Bol, Mukund Madhav Govind Bol". 

## Reparto
- Durga Khote
- Bharat Bhushan
- Ameeta
- Kanhaiyalal
- Madan Puri
- BM Vyas
- Krishna Kumari
- Sulochana Chatterji
- Umakant

## Premios
- Premio Filmfare al Mejor Actor - Bharat Bhushan.[4][9]

## Banda sonora
La música fue dirigida por RC Boral y la letra por Bharat Vyas. Los cantantes de las 16 canciones (una repetición) fueron Mohammed Rafi, Lata Mangeshkar, Asha Bhosle, Talat Mehmood, Binota Chakraborty, Dhananjay Bhattacharya.

### Lista de canciones
| #  | Título                                           | Cantante                                |
| -- | ------------------------------------------------ | --------------------------------------- |
| 1  | "Preetmaye Sansar Pyare"                         | Talat Mehmood                           |
| 2  | "Sar Pe Gagariya Tirchi Najariya"                | Lata Mangeshkar y coro                  |
| 3  | "Woh Gokul Ka Gwala Tha"                         | Dhananjay Bhattacharya, Lata Mangeshkar |
| 4  | "Teri Preet Samajh Na Aaye"                      | Lata Mangeshkar                         |
| 5  | "Kya Ho Gaya Kya Mujhe Ho Gaya"                  | Talat Mehmood y coro                    |
| 6  | "Banda Huye Sawan Dwar Sabhi"                    | Dhananjay Bhattacharya                  |
| 7  | "Deen Bandhu Bhaav Sindhu Taarak"                | Mohammed Rafi                           |
| 8  | "Gokul Ke es Raas Ko Karne Chaknachur"           | Asha Bhosle, Mohammed Rafi              |
| 9  | "Kajrare Naina Chhup Chhup Ghaat Kare"           | Lata Mangeshkar                         |
| 10 | "Baaje Muraliyaa Baaje, Sapane Hue Saanche"      | Lata Mangeshkar                         |
| 11 | "Gokul Gaon Kadamb Ki Chhaon"                    | Mohammed Rafi                           |
| 12 | "Nimaayi Chand Gore Chand"                       | Binota Chakraborty                      |
| 13 | "Hari Hari Bol Mukund Madhav"                    | Dhananjay Bhattacharya                  |
| 14 | "Kanha Kanha Poonam Ki Raat Hai"                 | Asha Bhosle                             |
| 15 | "Yada Yada Hola Dharmasya Kahan Gaya Woh Vachan" |                                         |